# Hans Schrödter
Hans Schrödter (* 11. April 1911 in Rastenburg, Ostpreußen; † 2. Oktober 1996 in Lüneburg) war ein deutscher Jurist.

## Leben
Schrödter kam als Sohn des Studienrats Kurt Schrödter und seiner Frau Elisabeth, geb. Kruczinski, zur Welt. Er studierte Rechtswissenschaften in Freiburg und Halle und promovierte 1934 zum Dr. iur.
Von 1936 bis 1940 war er Amtsgerichtsrat in Bad Segeberg. Am 16. Februar 1954 wurde er Verwaltungsgerichtsrat am Verwaltungsgericht Hannover, am 1. März 1955 kam er an als Oberverwaltungsgerichtsrat an das Niedersächsische Oberverwaltungsgericht in Lüneburg. Dort wurde er am 18. Dezember 1963 zum Senatspräsidenten ernannt. Von 1. Juli 1966 bis 1976 war er Präsident des Verwaltungsgerichts Hannover.
Er ist Begründer des Großkommentars zum Baugesetzbuch und war ab 1966 Vorsitzender des Vereins der Verwaltungsrichter Niedersachsens und Schleswig-Holsteins.
Schrödter war verheiratet und hat einen Sohn und eine Tochter.

## Ehrungen
- 1976: Großes Verdienstkreuz der Bundesrepublik Deutschland

## Schriften
- Erfolgsgefahrtragung bei Dienst-, Werk- und Geschäftsbesorgungsvertrag, Dissertation Universität Halle, Bottrop in Westfalen 1934